# Azes II

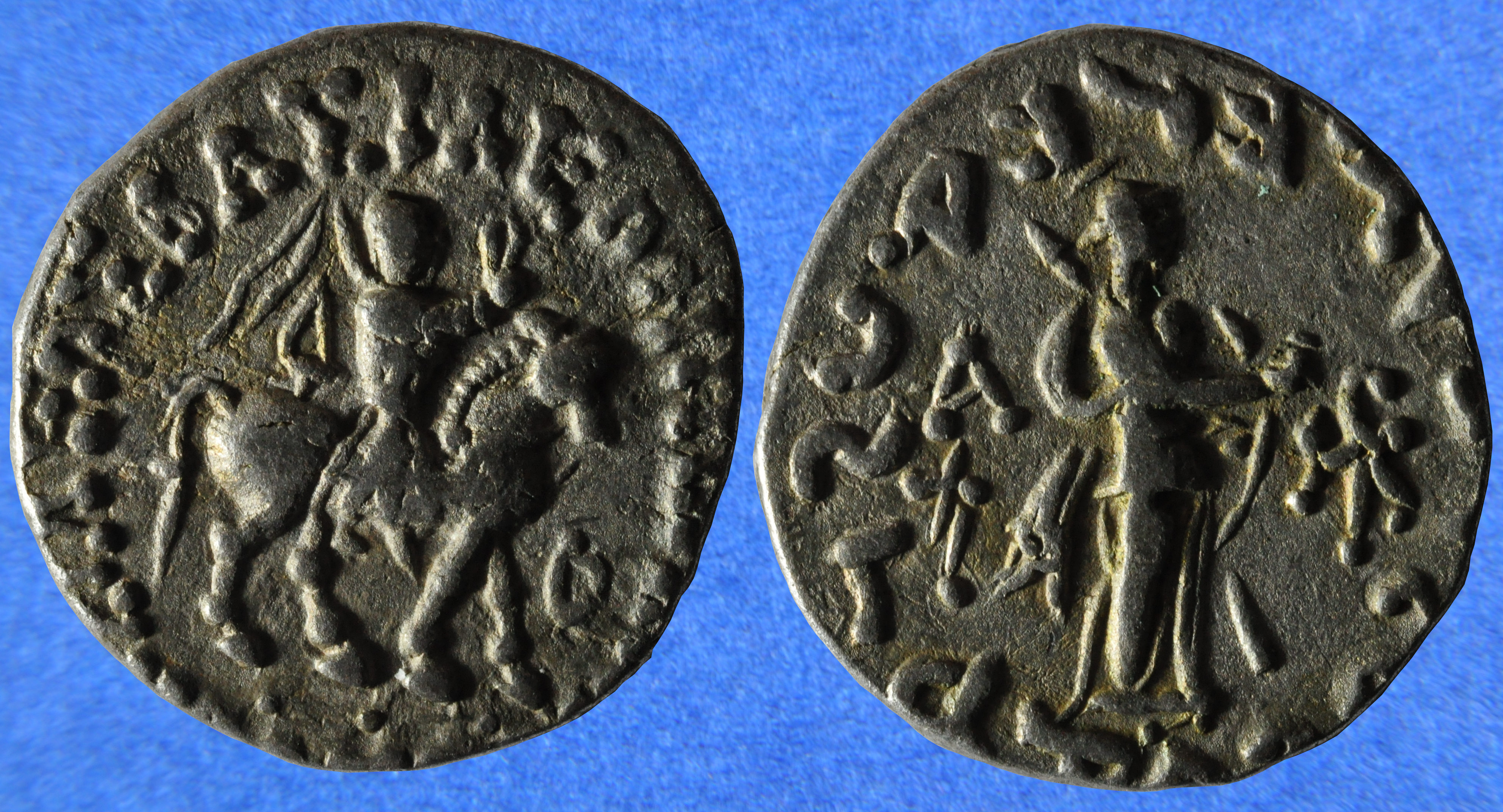
Srebrna moneta Azesa II (tetradrachma) z dwujęzyczną inskrypcją w alfabecie greckim (awers) i kharoszthi (rewers)

Azes II (Aya) – król państwa Indo-Scytów (Saków) w północnej części Indii panujący w latach 35 p.n.e.-12 p.n.e.
Był jednym z królów dynastii założonej przez Mauesa; jej chronologizacja nie jest pewna. Również istnienie tego władcy jest sporne bądź kwestionowane. Główne świadectwo jego panowania stanowią monety pochodzące m.in. z dwóch skarbów brązowych numizmatów, odnalezionych w Afganistanie koło Chost (1978) i Gardez (lata 60. XX w.) oraz odnalezione w Kandaharze, z monetami Azesa I. Jeśli nie istniał, wszystkie przypisywane mu obiekty należy odnosić do tamtego władcy.